# Веденеев, Александр Александрович (1966)
Алекса́ндр Алекса́ндрович Ведене́ев (род. 10 марта 1966, Прокопьевск, Кемеровская область, СССР) — хоккеист с мячом, тренер и спортивный организатор.

## Биография
Родился в семье А. А. Веденеева, выступавшего в то время за прокопьевский «Шахтёр». После возвращения в Новосибирск стал играть в хоккей с мячом, причём отец был его тренером.
Двукратный чемпион РСФСР (1986, 1988). Привлекался в сборную СССР, в составе которой стал бронзовым призёром турнира на приз газеты «Советская Россия» в 1990 году. В 1989 году назывался в составе 22 лучших игроков сезона.
Из-за травм рано завершил игровую карьеру. В 1996—2002 годах продолжал работать в Ленинск-Кузнецком в качестве главного тренера и директора клуба. Под его руководством «Шахтёр» вышел в Высшую лигу в 1997 году.
С 2002 года живёт в Санкт-Петербурге и работает с клубом «Красная заря».
В настоящее время[какое?] работает педагогом МОБУ "СОШ "Центр образования "Кудрово".